# Матів
Ма́тів — село в Україні, у Шептицькому районі Львівської області. Населення — 231 особа. Орган місцевого самоврядування - Смиківська сільська рада.
Населені пункти Смиківської сільської ради (Матів, Залижня, Смиків) 19 січня 1961 року зі складу Горохівського району Волинської області були передані до складу Сокальського району Львівської області.